# José Mareque Santos
José Mareque Santos (Cadis, 14 de novembre de 1871 - Madrid, 24 de maig de 1937) fou un polític socialista espanyol.
Treballà de fuster a La Corunya i milità al PSOE, partit pel qual fou elegit diputat per la província de la Corunya a les eleccions generals espanyoles de 1931.
Fou pare de Ángel Mareque Cajaraville (nascut a Santiago de Compostela en 1904 i mort en 1974 a Vigo), escultor, pintor, il·lustrador i mestre orfebre a l'Escola de Artes e Oficios de Vigo.